# Patina

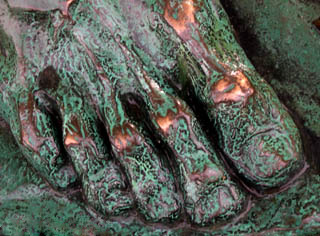
Patina na bronzové soše

Patina (ital., z lat. patena, miska) označuje změněný povrch kovových i jiných předmětů, způsobený dlouhodobým vystavením vlivu ovzduší, vody a podobně, anebo jen dlouhodobým užíváním. Na ozdobných a uměleckých předmětech z mědi, bronzu nebo stříbra se vytváří i uměle tzv. patinováním.

## Měď a bronz
V užším slova smyslu je patina zelenavý povrch, který vzniká působením různých kyselin a oxidantů na měděných a bronzových předmětech, například na sochách. Jde o směs hydroxidu, chloridu a uhličitanu mědi, která povrch kovu zároveň chemicky pasivuje a chrání před další korozí. Známými příklady přirozené patiny jsou bronzové antické sochy, čínské a japonské bronzy, měděné střechy kostelů nebo Socha svobody v New Yorku.
Pěkná patina je velmi působivá, může zvýrazňovat plastičnost předmětu, a často se proto vytváří uměle, chemickým mořením ozdobných a uměleckých předmětů v různých roztocích, například sirných jater (sulfidu a sulfátu draselného). Čínské a japonské bronzy se patinovaly na hnědo nebo na černo, podobně jako bronzy renesanční. V současnosti lze měděné a bronzové povrchy patinovat na mnoho různých barev, což se často využívá v moderní architektuře (obklady budov) i v sochařství.

## Stříbro
Patinu na povrchu stříbrných předmětů tvoří černý sulfid stříbrný. Reliéfní stříbrné šperky se často patinují, například sirnými játry, aby se zvýraznil jejich povrch. U filigránových šperků je patinování pravidlem.

## Starožitnosti a obrazy
Také u jiných starožitných předmětů, například u soch, obrazů, nábytku nebo šperků dochází časem ke změnám na povrchu, které svědčí o jejich stáří a opotřebení užíváním. Proto se moderní restaurátoři snaží tuto patinu nepoškodit, což je často velmi obtížný úkol.